# Tondo Taddei

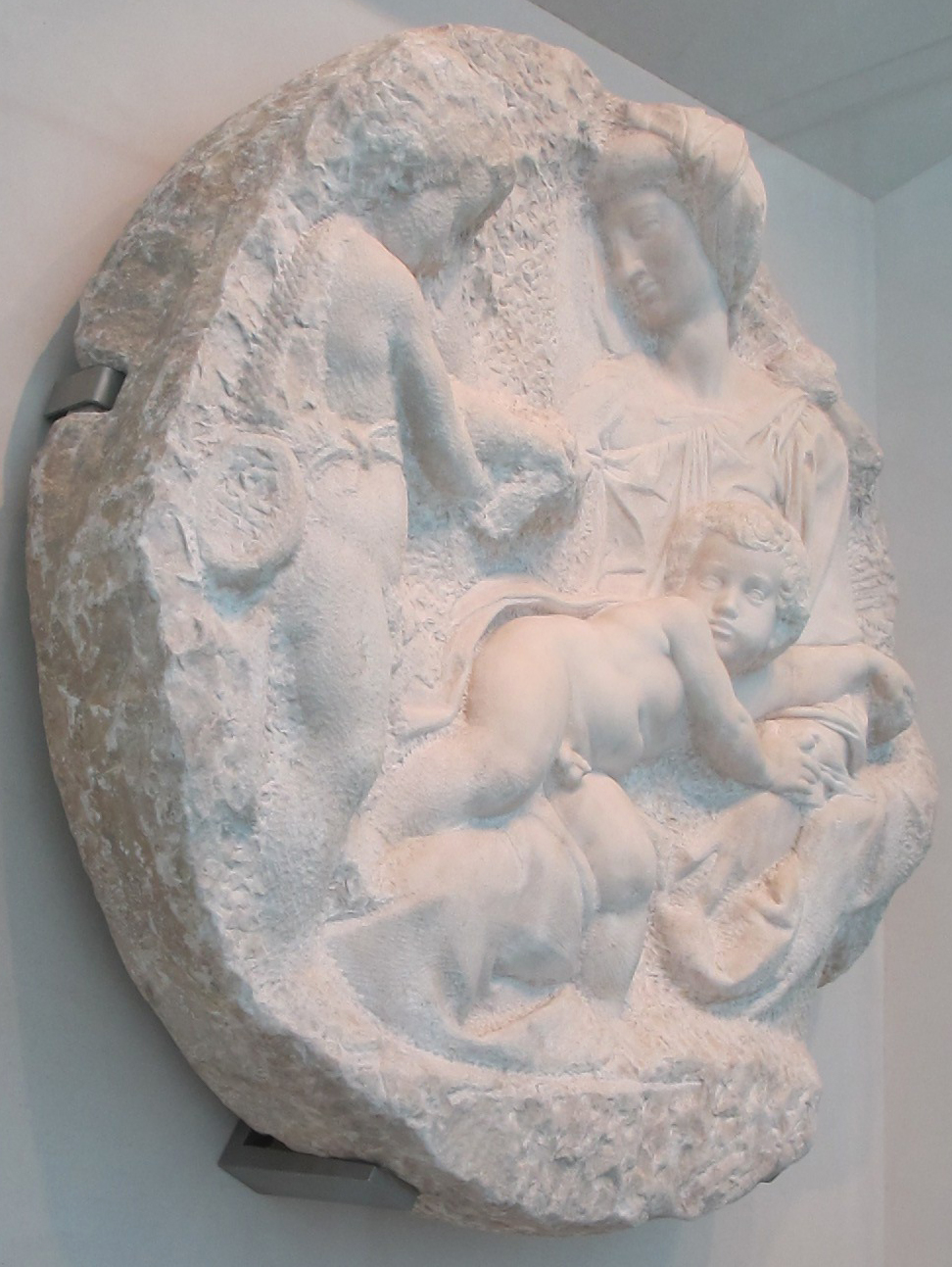
Veduta di scorcio

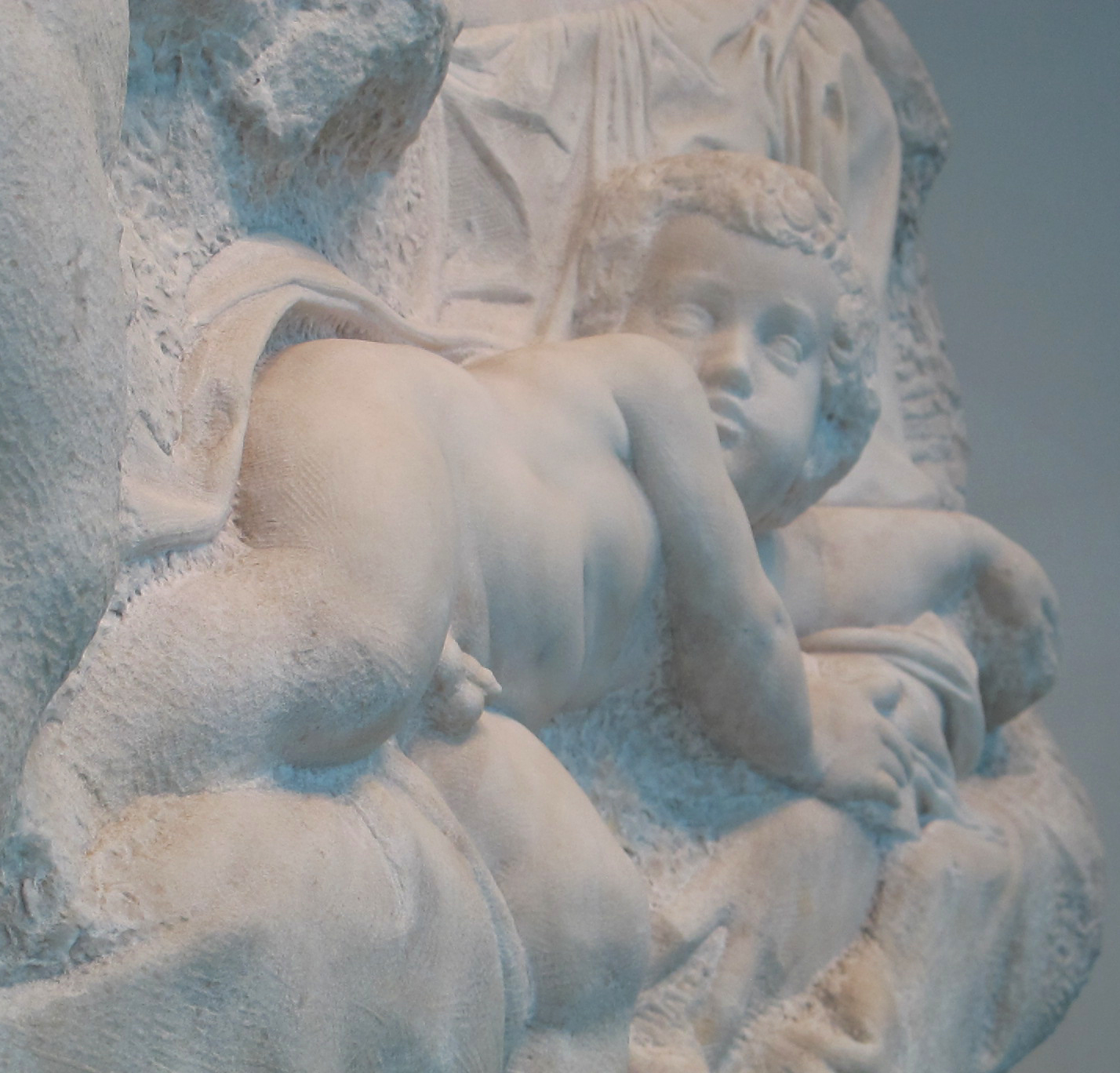
Dettaglio

Il Tondo Taddei è un bassorilievo marmoreo (109x109 cm) di Michelangelo, eseguito tra il 1504 e il 1506 circa e collocato nella Royal Academy a Londra.

## Storia
Il tondo risalirebbe, secondo il Vasari, a un momento immediatamente successivo alla collocazione del David, quando lo scultore si dedicò ad alcune remunerative commissioni private. Quest'opera in particolare fu eseguita per Taddeo Taddei, venendo ospitata, per la devozione privata, nel suo palazzo in via de' Ginori. L'opera si trovava nella collezione Wicar a Roma dove venne acquistata da Sir George Beaumont nel 1823, che la portò a Londra.
L'attribuzione è stata talvolta messa in discussione, assegnando l'opera o parti di essa a un aiuto (Wittkower, The Burlington Magazine, 1943), o a un seguace (Tolnay 1943 e Arslan 1943-1944), ma si tratta di posizioni minoritarie.

## Descrizione e stile
Come nel Tondo Pitti, da alcuni indicato come leggermente anteriore, da altri leggermente posteriore, i protagonisti sono la Vergine, il Bambino e san Giovannino. In questo caso la composizione si basa sul gesto di san Giovanni che mostrando un cardellino, simboleggiante la Passione e posto al centro del tondo, impaurisce il Bambino che va rifugiarsi tra le braccia della madre, che contempla serena il loro gioco. La scena è quindi ispirata alla vivace quotidianità, presa come spunto per creare un insieme dinamico.
Incerta è l'attribuzione o meno di un'influenza dello sfumato leonardesco in queste opere. Alcuni critici hanno notato un parallelismo tra i contorni non levigati, dovuti al carattere non-finito dell'opera, e la pittura atmosferica di Leonardo da Vinci, allora più che mai popolare quando il pittore espose il perduto cartone di Sant'Anna di Leonardo da Vinci nella Santissima Annunziata. Forse Michelangelo rimase colpito dai "moti dell'animo", legati a reazioni di causa-effetto, delle opere del pittore di Vinci, cercando un maggior legame e tra le figure e graduando i piani del rilievo alla ricerca di quel legante atmosferico tipico di Leonardo. Gesù in particolare, con le braccia protese, ricorda la posa di quello nella tavola leonardesca della Sant'Anna, la Vergine e il Bambino con l'agnellino, probabile derivazione del perduto cartone successivo. La sua figura attraversa longitudinalmente tutta la parte inferiore del tondo e si lancia con agilità lungo le gambe distese di Maria.
Altri storici hanno invece negato quest'influenza, bollandola come una suggestione legata alla contingenza del non-finito e ribadendo come l'arte di Michelangelo si stesse piuttosto orientando verso risultati diametralmente opposti a quelli di Leonardo, come dimostra il Tondo Doni.